# Памятник природы

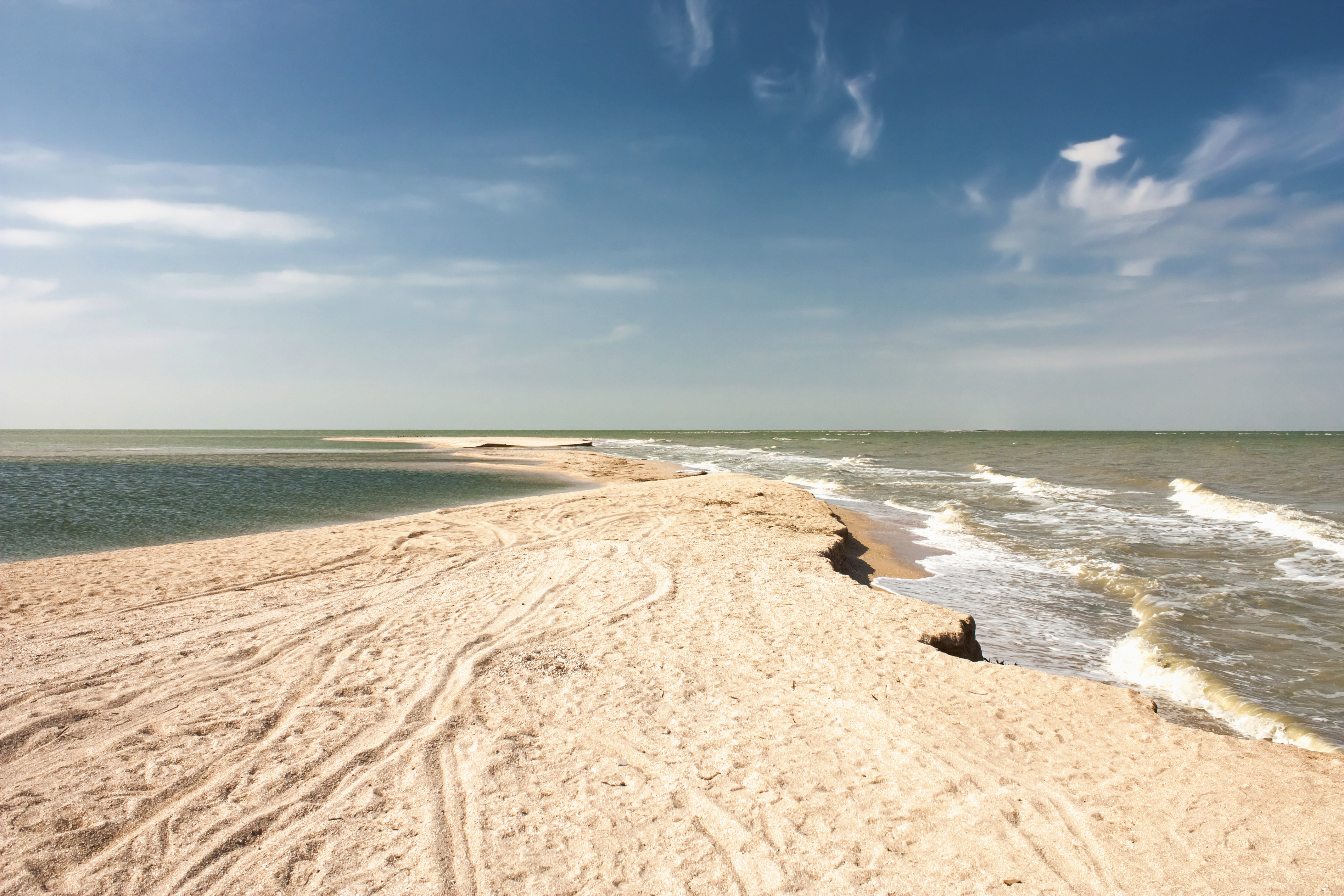
Коса Долгая, Ландшафтный памятник Краснодарского края

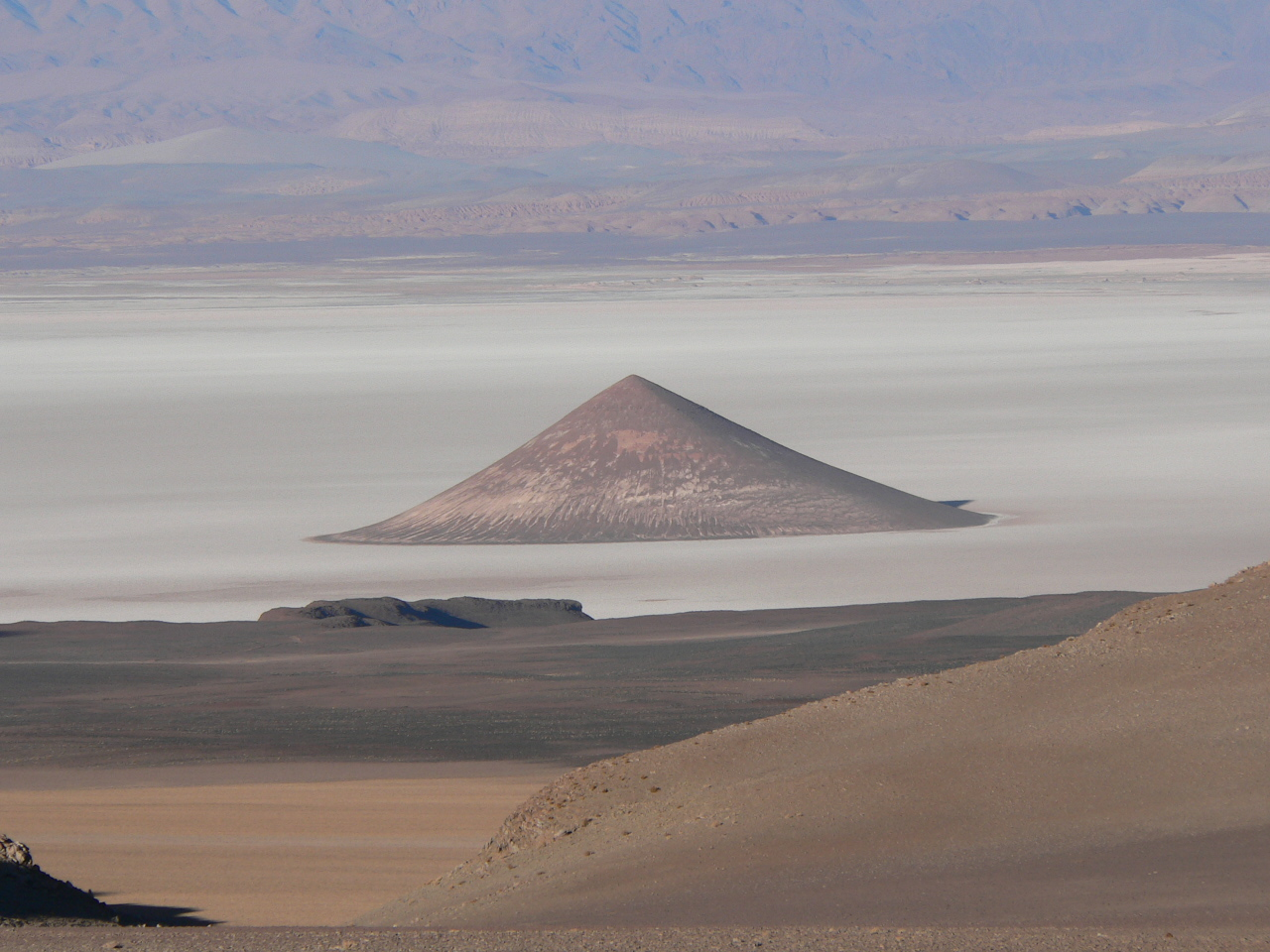
Солёное плато в провинции Сальта (Аргентина).

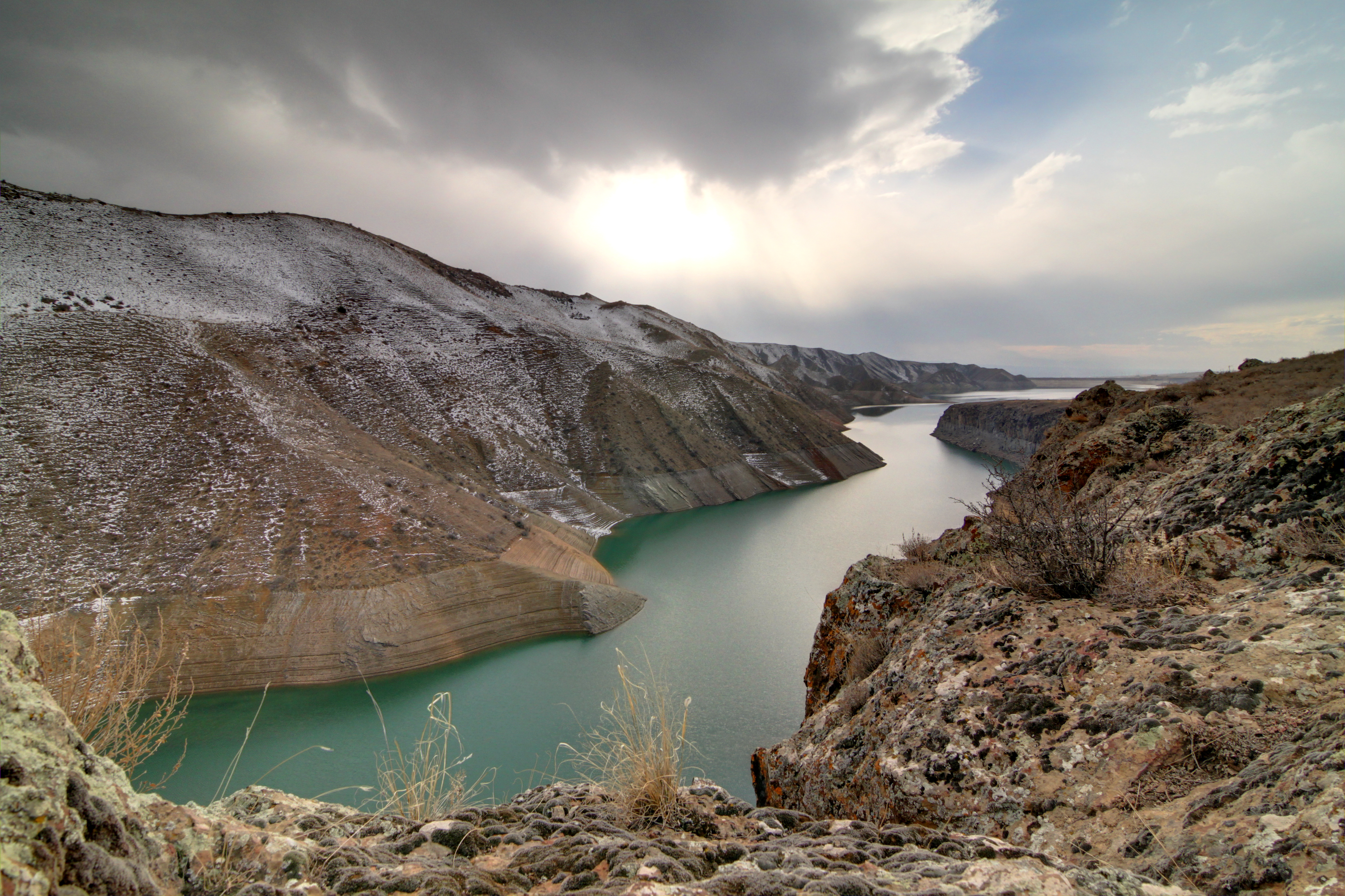
Река Азат — природный памятник в Армении

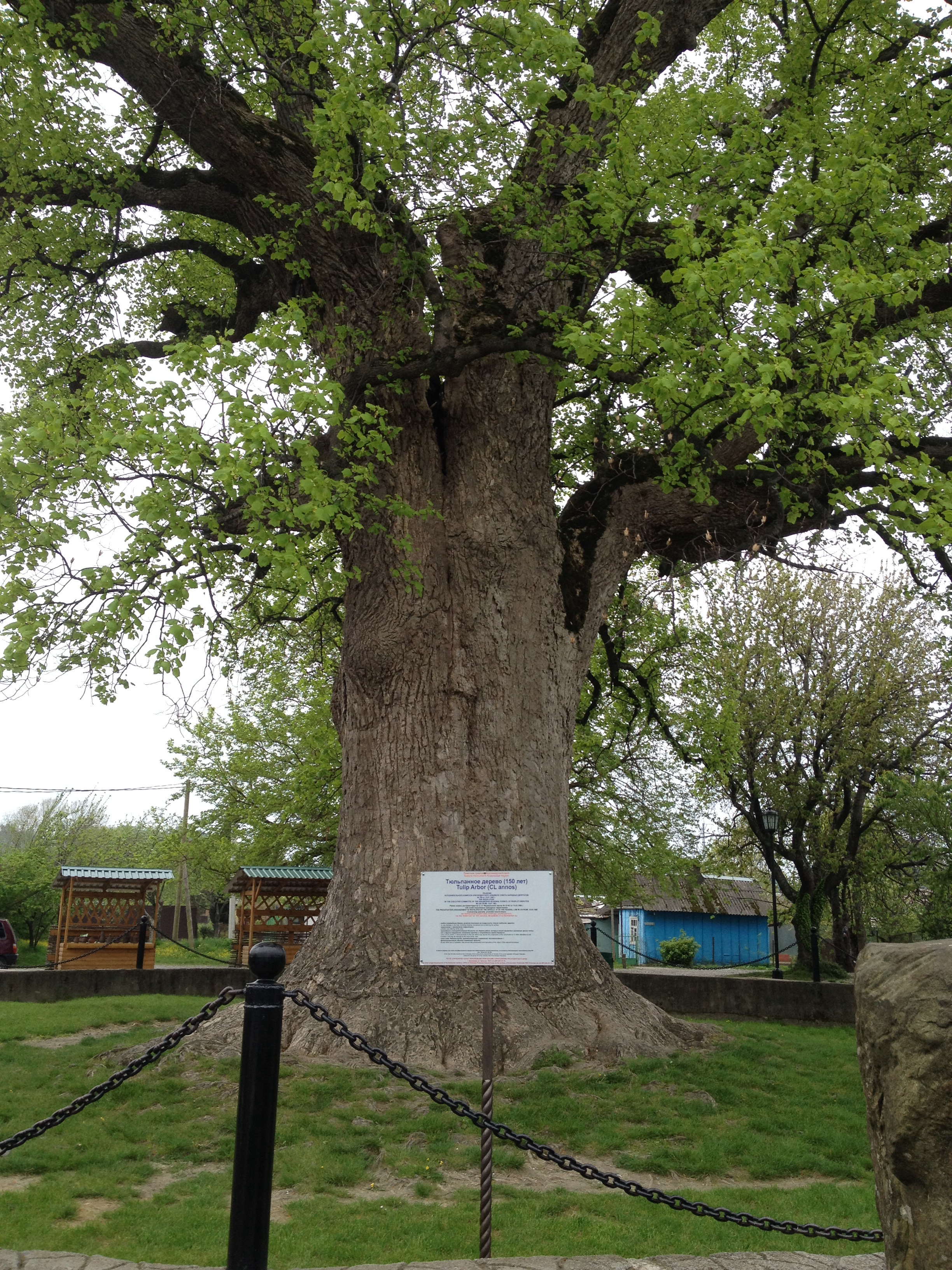
Тюльпанное дерево, посаженное Н. Н. Раевским

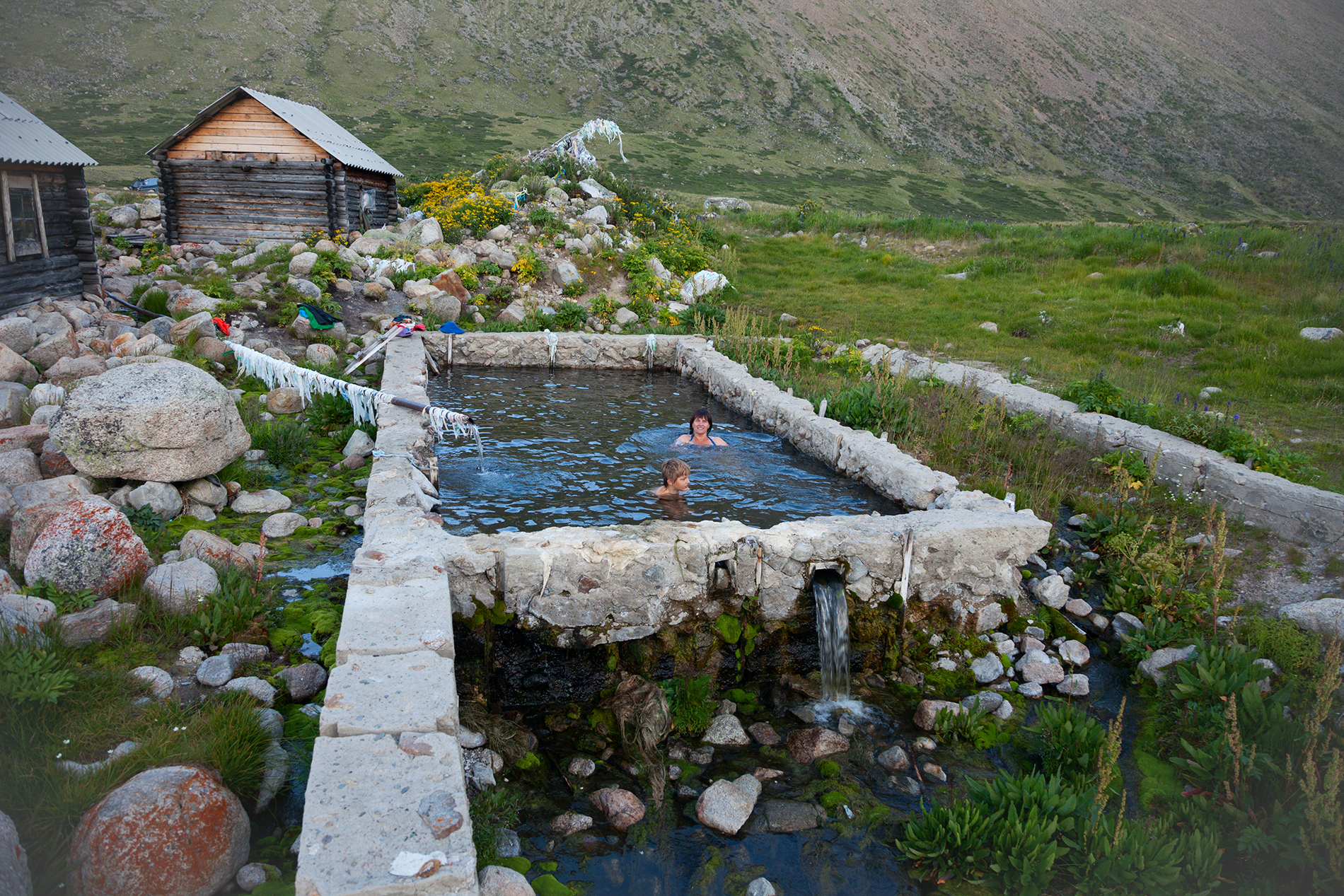
Тёплый Ключ / Джумалинские ключи термальный источник на Горном Алтае

Па́мятники приро́ды (тип особо охраняемых природных территорий) — единственные в своём роде, невосполнимые, ценные в экологическом, научном, культурном и эстетическом отношениях природные комплексы, а также объекты естественного или искусственного происхождения. К ним относят:
1. Одиночные природные объекты (деревья-долгожители, имеющие историко-мемориальное значение, растения причудливых форм, единичные экземпляры экзотов и реликтов, вулканы, холмы, ледники, валуны, водопады, гейзеры, родники, истоки рек, скалы, утёсы, останцы, проявления карста, пещеры, гроты и др.)
2. Участки суши и водного пространства:
  - участки живописных местностей;
  - эталонные участки нетронутой природы;
  - участки с преобладанием культурного ландшафта (старинные парки, аллеи, каналы, древние копи);
  - места произрастания и обитания ценных, реликтовых, малочисленных, редких и исчезающих видов растений и животных;
  - лесные массивы и участки леса, особо ценные по своим характеристикам (породный состав, продуктивность, генетические качества, строение насаждений), а также образцы выдающихся достижений лесохозяйственной науки и практики;
  - природные объекты, играющие важную роль в поддержании гидрологического режима;
  - редкие формы рельефа и связанные с ним природные ландшафты (горы, группы скал, ущелья, каньоны, группы пещер, ледниковые цирки и троговые долины, моренно-валунные гряды, дюны, барханы, гигантские наледи, гидролакколиты);
  - геологические обнажения, имеющие особую научную ценность (опорные разрезы, стратотипы, выходы редких минералов, горных пород и полезных ископаемых);
  - геолого-географические полигоны, в том числе классические участки с особо выразительными следами сейсмических явлений, а также обнажения разрывных и складчатых нарушений залегания горных пород;
  - местонахождения редких или особо ценных палеонтологических объектов;
  - участки рек, озёр, водно-болотных комплексов, водохранилищ, морских акваторий, небольшие реки с поймами, озёра, водохранилища и пруды;
  - природные гидроминеральные комплексы, термальные и минеральные водные источники, месторождения лечебных грязей;
  - береговые объекты (косы, перешейки, полуострова, острова, лагуны, бухты).

Впервые термин «памятник природы» ввёл выдающийся учёный Александр фон Гумбольдт.

## Разновидности
В качестве памятника природы может охраняться водопад, метеоритный кратер, необычное геологическое обнажение, пещера или, например, редкое дерево. Иногда к памятникам природы относят территории значительных размеров — леса, горные хребты, участки побережий и долин. В таком случае они именуются урочищами или охраняемыми ландшафтами.
Памятники природы подразделяются по типам на ботанические, геологические, гидрологические, гидрогеологические, зоологические и комплексные.
Для бо́льшей части памятников природы устанавливается режим приближенный к режиму заказников, но для особо ценных природных объектов может быть установлен режим заповедников.

#### Режим охраны

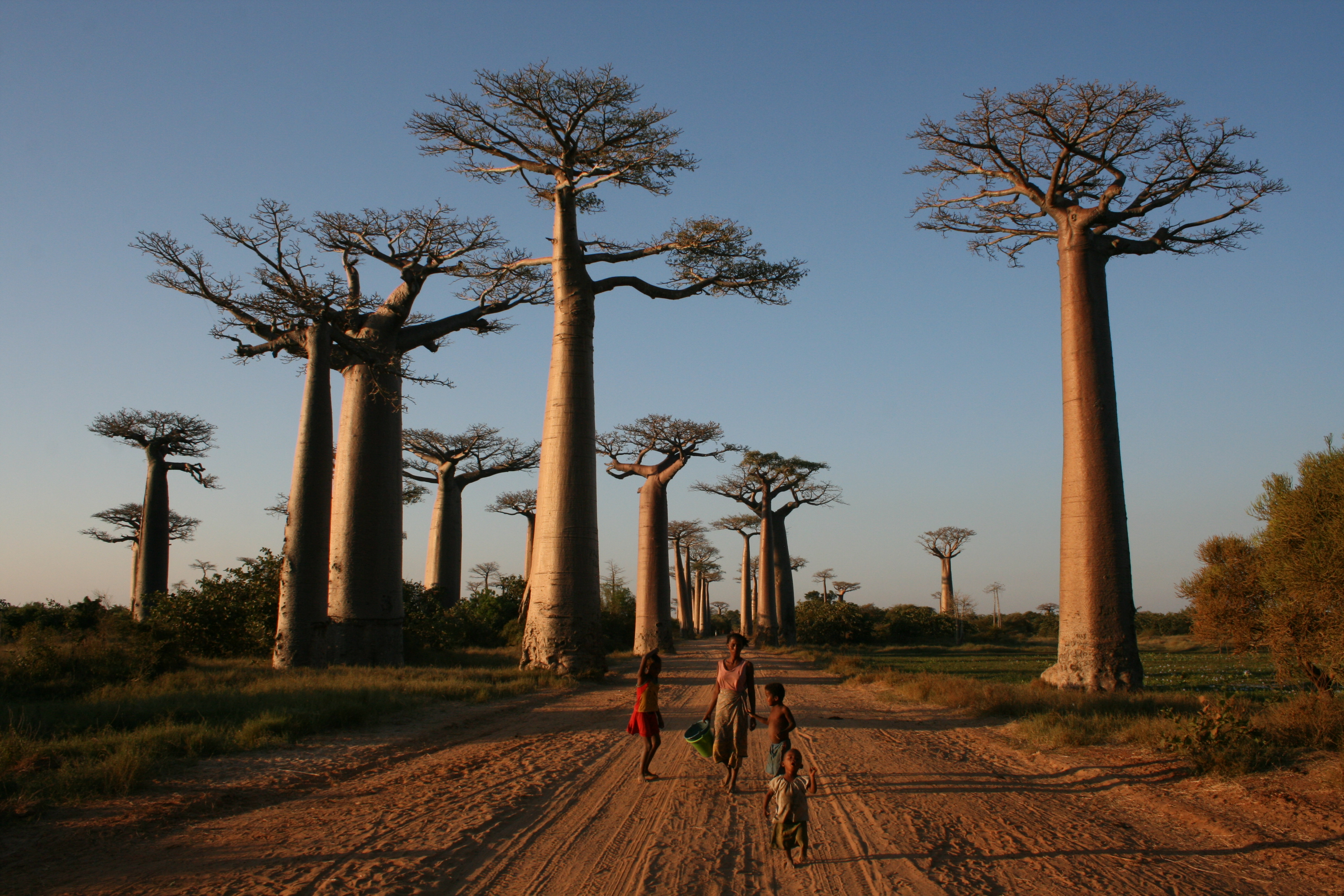
Аллея баобабов — первый памятник природы Мадагаскара

Общий режим охраны и использования данного типа ООПТ (Особо охраняемая природная территория России):
На территории Памятника природы не выделены зоны с различными режимами охраны и использования. В его границах запрещается всякая хозяйственная деятельность, угрожающая сохранению и состоянию охраняемых природных комплексов и отдельных видов животного и растительного мира, в том числе:
- отвод и самовольное занятие земель под любые виды пользования;
- проведение рубок леса (за исключением санитарных);
- строительство дорог, линий электропередач и других коммуникаций, а также строительство и эксплуатация хозяйственных и жилых объектов;
- стоянка и проезд транспортных средств вне существующих дорог;
- проезд и стоянка автотракторного транспорта;
- разбивка туристических стоянок и лагерей, разведение костров вне специально отведенных для этого мест;
- проведение изыскательских и геологоразведочных работ, разработка полезных ископаемых и взрывные работы;
- выемка грунта, нарушение почвенно-растительного слоя
- выжигание луговой растительности;
- размещение промышленных и бытовых отходов, сточных вод;
- хранение ГСМ,складирование мусора, хранение и применение удобрений и ядохимикатов
- выпас и прогон скота, добыча объектов животного мира.
- заготовка и сбор недревесных продуктов леса в промышленных масштабах (лекарственные растения, кедровый орех, сбор грибов и ягод, иное);
- иная деятельность, создающая угрозу сохранности памятника природы.

На территории памятника природы разрешается без нанесения ущерба охраняемым природным комплексам проведение мероприятий:
- природоохранных (проведение необходимых природоохранных и противопожарных мероприятий в соответствии с лесохозяйственным регламентом и лесным планом);
- научных (проведение НИР и экологического мониторинга, в том числе с изъятием биологических ресурсов в незначительных объемах);
- эколого-просветительских (проведение учебно-познавательных экскурсий, создание и обустройство экологических учебных троп, снятие видеофильмов, фотографирование с целью выпуска полиграфической продукции);
- рекреационных (экскурсионно-туристическая и рекреационная деятельность, в том числе купание в традиционно сложившихся местах, любительский лов рыбы).

Разрешается в исключительных случаях:
- применение ядохимикатов и биологических средств во время вспышки массового размножения вредителей сельского и лесного хозяйства;
- отстрел и отлов животных в случаях возникновения эпизоотии чумы, туляремии, бешенства и других особо опасных заболеваний.

Граница Памятника природы должна обозначаться на местности по периметру границ информационными и предупредительными знаками установленного образца.
Нарушители режима особой охраны территории Памятника природы несут ответственность в соответствии с федеральным законодательством.